# Countrymuziek
Countrymuziek, ook wel country and western genoemd, is de verzamelnaam voor verschillende stijlen van oorspronkelijk Amerikaanse muziek. De oorsprong valt te herleiden tot de volksmuziek in het niet-stedelijke gebied in het zuidelijke deel van de Verenigde Staten, met name in het bergachtig gebied van de Appalachen als in de cowboymuziek uit het Zuidwesten tot aan Texas. 
Country is geworteld in het platteland, met als karakteristieke elementen de snaarinstrumenten: akoestische gitaar, banjo, steelgitaar en viool. Eerst was het vaak instrumentaal als dansmuziek, later werd dit aangevuld met een zangstem, weer later verschuivend naar zang begeleid door de snaarinstrumenten. Na 1950 werden ook elektrische gitaar, bas, mondharmonica en drums gebruikt.

## Oorsprong
De oorsprong van de counrymuziek ligt in de smeltkroes van veel nationaliteiten, die in de 18e eeuw naar de zuidelijke Appalachen in de Nieuwe Wereld trokken. Het waren voornamelijk emigranten uit Noord-Engeland, Zuid-Schotland, Ulster-Schotten en Duitsers uit Rijnland-Palts, die daar een nieuw leven begonnen. Gezien het afgelegen karakter van het gebied dat Appalachia genoemd werd, bestond het vermoeden bij folkloristen, dat er waarschijnlijk een schat aan verborgen volksliedjes te vinden was. Kort nadat veldwerkers als Olive Dame Campbell en Cecil Sharp honderden ballades uit de streek hadden geïnventariseerd was de commerciële opname-industrie zo ontwikkeld dat het opnemen van muziek uit Appalachia voor populaire gebruik  een levensvatbare onderneming was geworden.

## Jaren 1920

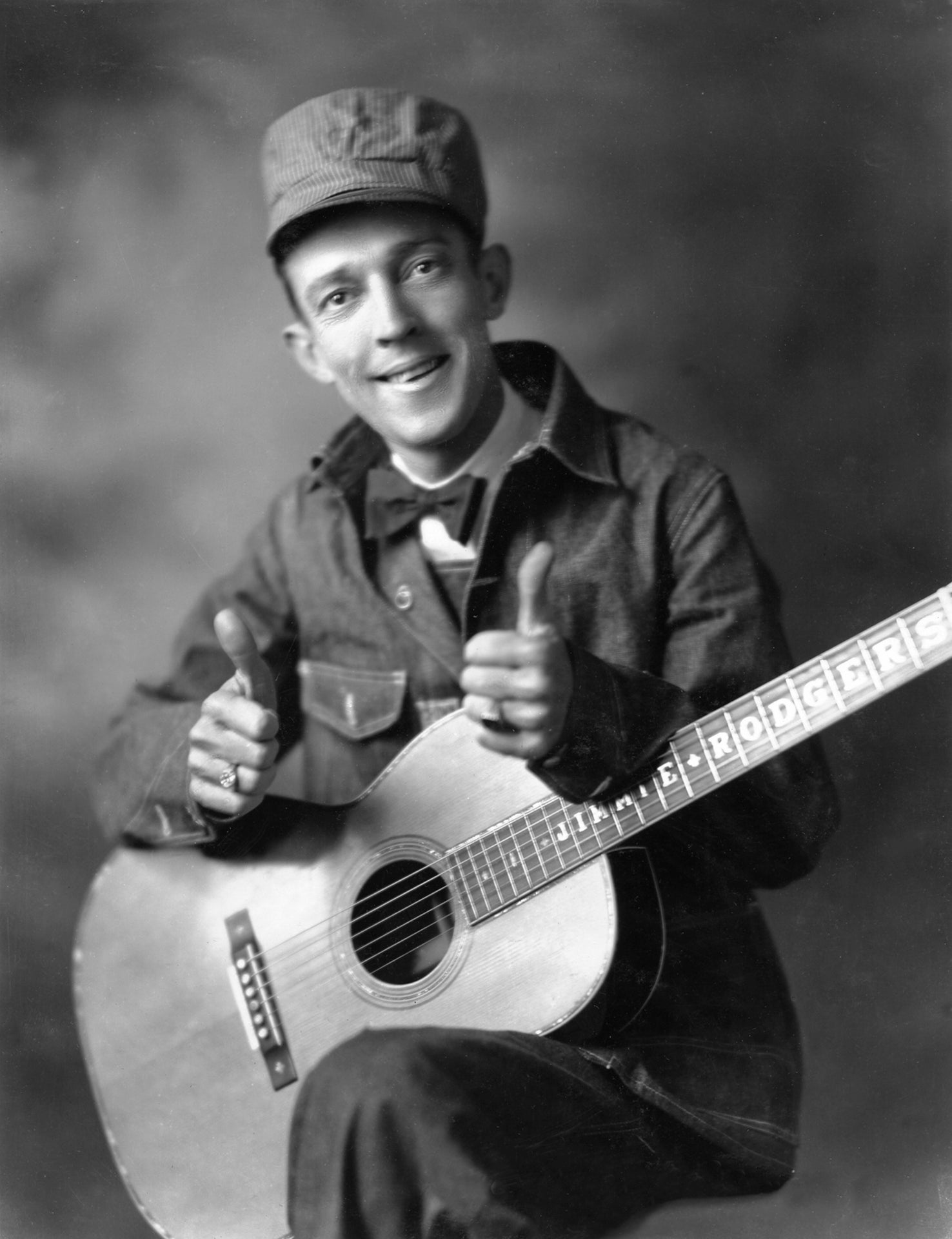
Jimmie Rodgers

In 1923 hield talentscout Ralph Peer van OKeh Records de eerste opnamesessies voor muzikanten uit Appalachia in Atlanta in Georgia. Een van de muzikanten die tijdens deze sessies werd opgenomen was Fiddlin' John Carson, een kampioen vioolspeler uit Noord-Georgia, een andere was Henry Whitter, die een versie van "Lonesome Road Blues" opnam. Het commerciële succes van Carson bracht OKeh ertoe opnames uit New York van Henry Whitter in 1924 uit te brengen. Vernon Dalhart was de eerste countryzanger die in mei 1924 een landelijke hit scoorde met "Wreck of the Old 97", met op de B-kant het van Whitter bekende "Lonesome Road Blues". Op "Wreck of the Old 97" speelde de beroemde Hawaiiaanse gitarist Frank Ferera op steelgitaar. Het jaar daarop nam Peer een stringband uit North Carolina op onder leiding van Al Hopkins(1889-1932) die zichzelf "een stelletje hillbillies" noemden, een denigrerende term voor slecht opgeleide en arme bergbewoners. Peer gaf de band de naam "The Hill Billies", en het succes van de opnames van de band leidde ertoe dat de term "Hillbilly-muziek" de naam werd voor de Appalachiaanse-stringbandmuziek. Het nummer "Hill Billy Blues", een bewerking van W.C. Handy's "Hesitation Blues" door Uncle Dave Macon was het eerste lied, dat de term hillbilly gebruikte.
In april 1924 waren "Aunt" Samantha Bumgarner en Eva Davis de eerste vrouwelijke muzikanten die countrynummers opnamen en uitbrachten. Er werden een tiental nummers opgenomen, waaronder "Big-Eyed Rabbit" en "Wild Bill Jones". Bumgarner speelde zowel viool als 5-snarige banjo, Eva Davis alleen banjo.

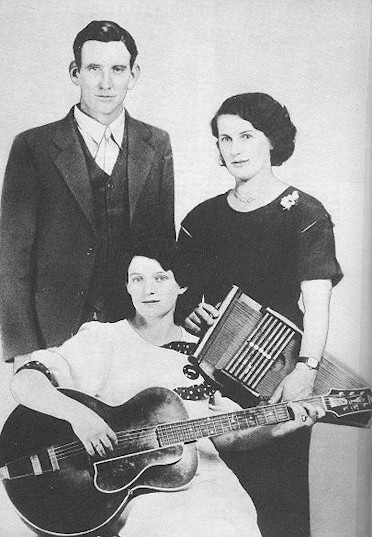
Carter Family 1927

Jimmie Rodgers en de Carter Family worden algemeen beschouwd als de belangrijkte vroege countrymuzikanten. Tussen 25 juli en 5 augustus 1927 nam Ralph Peer in Bristol, een stadje op de grens van Tennessee en Virginia in een aantal sessies meerdere muzikanten op. De opnames, later bekend geworden als de Bristol Sessions, kunnen beschouwd worden als de geboorte van de commerciële countrymuziek. In 1998 erkende het Amerikaanse Congres Bristol formeel als de "geboorteplaats van de countrymuziek" en in 2014 werd het "Birthplace of Country Music Museum" geopend. De Carter Family, afkomstig uit Scott County in Virginia, hadden bladmuziek lezen geleerd uit zangboeken met de 'shape note' notatie. Van de Carter Family werd op 1 augustus 1927 als eerste nummer "Bury Me Under The Weeping Willow" opgenomen. Die dag werden nog drie andere liedjes opgenomen, en de volgende dag nog twee. Behalve de Carter Family nam ook de latere countryster Jimmie Rodgers deel aan de opnamesessies. Rodgers (bijnamen 'The Singing Brakeman' en 'Mississippi Blue Yodeler') combineerde hillbilly country, gospel, jazz, blues, pop, cowboy en folk, en veel van zijn beste nummers waren zijn eigen composities, waaronder "Blue Yodel", dat meer dan een miljoen platen verkocht. Het vestigde zijn naam als de beste zanger van vroege countrymuziek. Rodgers, die in zijn slechts zesjarige carrière een superster werd, kreeg de titel "Father of country music". Hij stierf jong aan tuberculose.
De Carters namen vanaf 1927 gedurende de daaropvolgende 17 jaar ongeveer 300 oude ballades, traditionele melodieën, countryliedjes en gospelhymnes op, allemaal representatief voor de zuidoostelijke folklore en het erfgoed van Amerika. Maybelle Carter zette de familietraditie voort met haar dochters als The Carter Sisters; haar dochter June Carter zou (achtereenvolgens) trouwen met Carl Smith, Rip Nix en Johnny Cash, en kreeg met elk van hen kinderen die ook countryzangers zouden worden.
Andere musici, die tijdens de Bristol Sessies werden opgenomen waren Ernest Stoneman, Blind Alfred Reed, Alfred Karnes, Henry Whitter en anderen. OKeh-records gebruikte de termen race records, hillbilly en old-time music als genre-aanduiding. Old-time music was de verzamelnaam voor de muziek gespeeld door stringbands, meestal bandjes met viool, banjo, gitaar en mandoline die dansmuziek speelden. Er werd vaak wel bij gezongen, maar zelden door solisten. Roy Acuff was een van de eersten, waarbij de stringbandmuziek verschoof naar de solozang.
Veel artiesten kregen bekendheid via radiostations. In Nashville werd een radiostation opgericht door een verzekeringsmaatschappij, de National Life & Accident Insurance Company. De roepletters van het station waren WSM ("We Shield Millions" = "Wij beschermen miljoenen"). De eerste uitzending vond plaats in november 1925. Het was een rechtstreekse uitzending van het optreden (met publiek) van de 78-jarige fiddler Uncle Jimmy Thomson, die de reputatie had dat hij meer dan duizend liedjes kende. De aankondigingen werden gedaan door George D. Hay, die het programma WSM Barn Dance noemde. Dit naar aanleiding van de National Barn Dance, een soortgelijke show, die hij had geproduceerd in Chicago. Het programma werd elke zaterdag uitgezonden vanuit een studio op de vijfde verdieping van het kantoor van de maatschappij. In 1928 kreeg het programma als woordspeling op Grand Opera van Hay de naam die het nu nog heeft, Grand Ole Opry. Het programma werd razend populair en heeft relatief veel betekenis gehad in de ontwikkeling van de countrymuziek.

## Jaren 1930 - 1945

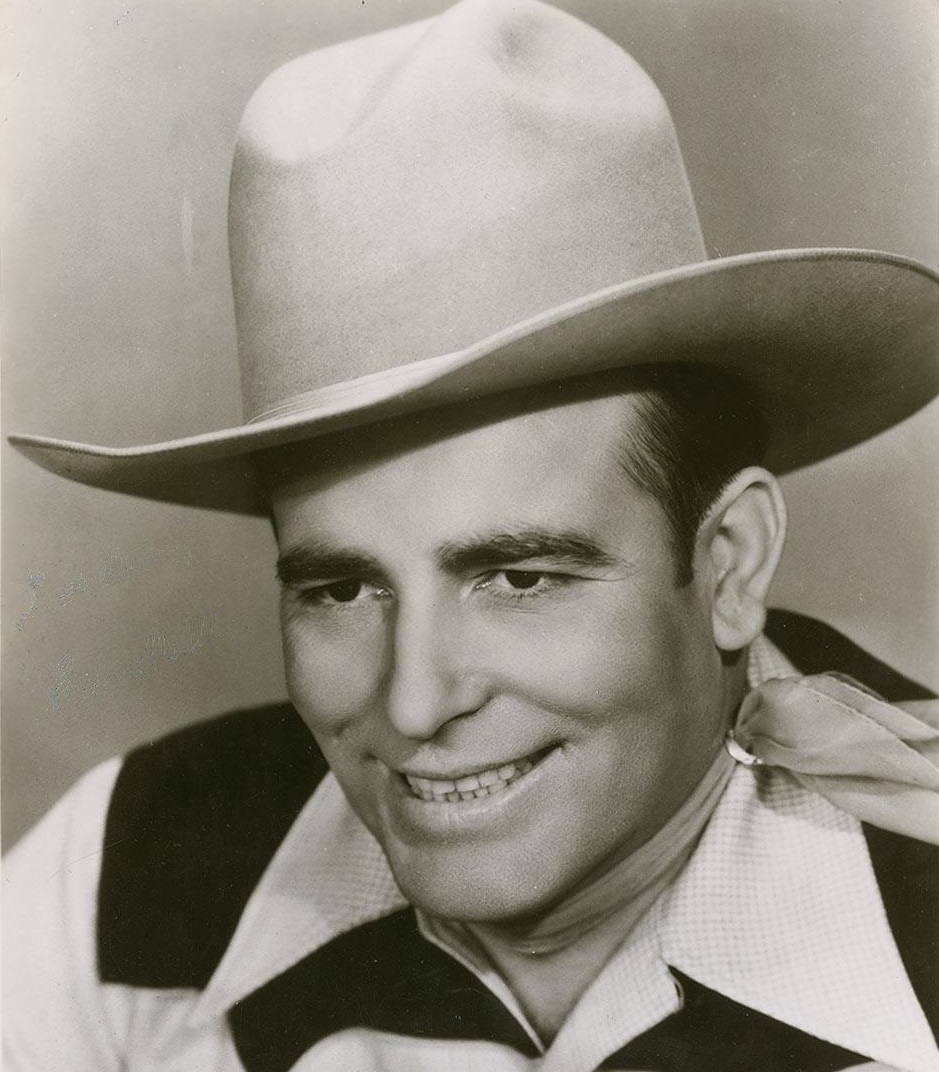
Bob Wills

De muziek, die in de jaren dertig werd ontwikkeld, verwierf populariteit en ontwikkelde zich in diverse richtingen. Een van die richtingen is de Western swing, een up-tempo variant van de old-time music, afkomstig uit Texas, Californië en Oklahoma. Het was een mengsel van (onder andere) polka, swing, bigband en dixieland. Begin jaren 1930 richtten Bob Wills en Milton Brown samen de stringband The Light Crust Doughboys op, de eerste professionele western swingband met Fred "Papa" Calhoun op piano. Zij speelden in danszalen, waren te horen op de radio, en waren een van de eerste bands, die met drums werkten. Eind 1933 formeerde Wills de driemansband The Texas Playboys in Waco in Texas. Opnameschema's geven aan dat Wills vanaf september 1935 twee violen en twee gitaren gebruikte, en gitarist Leon McAuliffe op steelgitaar, banjo en drums speelde. De elektrisch versterkte snaarinstrumenten, met name de steelgitaar, gaven de muziek zijn kenmerkende geluid.
In 1938 was Roy Acuff bij de Grand Ole Opry te gast, en werd al snel een regelmatige gast. Hij had een band, de Tennessee Crackerjacks, waarin onder andere de dobro nadrukkelijk aanwezig was. Later veranderde hij de naam van zijn band in de Smokey Mountain Boys. Hij werd al snel een leidende figuur binnen de Grand Ole Opry en bepaalde jarenlang wie en wat er te horen was in de show. Op die manier bepaalde hij ook voor een deel de ontwikkeling van de muziek. Onder zijn leiding werden regels opgesteld voor deelname aan de show. Onder andere moest elke artiest door een bestaand lid worden voorgedragen en leden hadden de verplichting om minstens 26 zaterdagen aanwezig te zijn.
Door de groeiende populariteit van de show werd de studio al gauw te klein voor de groeiende stroom publiek. Er werd uitgeweken naar een grotere ruimte, het Hillsboro Theatre, maar ook dat hielp niet. De volgende locaties waren het Dixie Tabernacle en het War Memorial Auditorium, die ook al snel te klein werden. Zelfs het invoeren van een toegangsprijs van 25 cent hielp niet. In 1943 verhuisde de show naar het Ryman Auditorium, waar de ruim 3000 bezoekers elke week een zitplaats konden vinden. Deze zaal met zijn perfecte akoestiek is het beroemdste thuis van de Grand Ole Opry geworden. In 1974 werd verhuisd naar het speciaal voor de Opry gebouwde Grand Ole Opry House met 4400 zitplaatsen. Van daaruit wordt de show nog elke week uitgezonden. Het Ryman Auditorium wordt ook nog steeds regelmatig gebruikt voor bijzondere concerten.
Gedurende de jaren 1930 en 1940 werden cowboyliedjes, of westerse muziek, enorm populair door de romantisering van het cowboyleven in de western uit Hollywood. Zingende cowboys, zoals Roy Rogers en Gene Autry, zongen cowboyliedjes in hun films en werden populair in de hele Verenigde Staten. Filmproducenten begonnen volledig georkestreerde vierstemmige harmonieën en verfijnde muzikale arrangementen in hun films op te nemen.
Eind jaren 1930 deed de boogiewoogie zijn intrede in de countrymuziek met "Boogie Woogie" van Johnny Barnfield en in 1937 begon de carrière van Hank Williams, toen hij op 14-jarige leeftijd zijn groep The Drifting Cowboys begon. Zijn grote succes kwam echter pas na het einde van de Tweede Wereldoorlog. Ook de carrière van Bill Monroe, die voor de oorlog met zijn Bluegrass Boys begon nam pas na 1945 een grote vlucht.

## Jaren 1945 - 1955

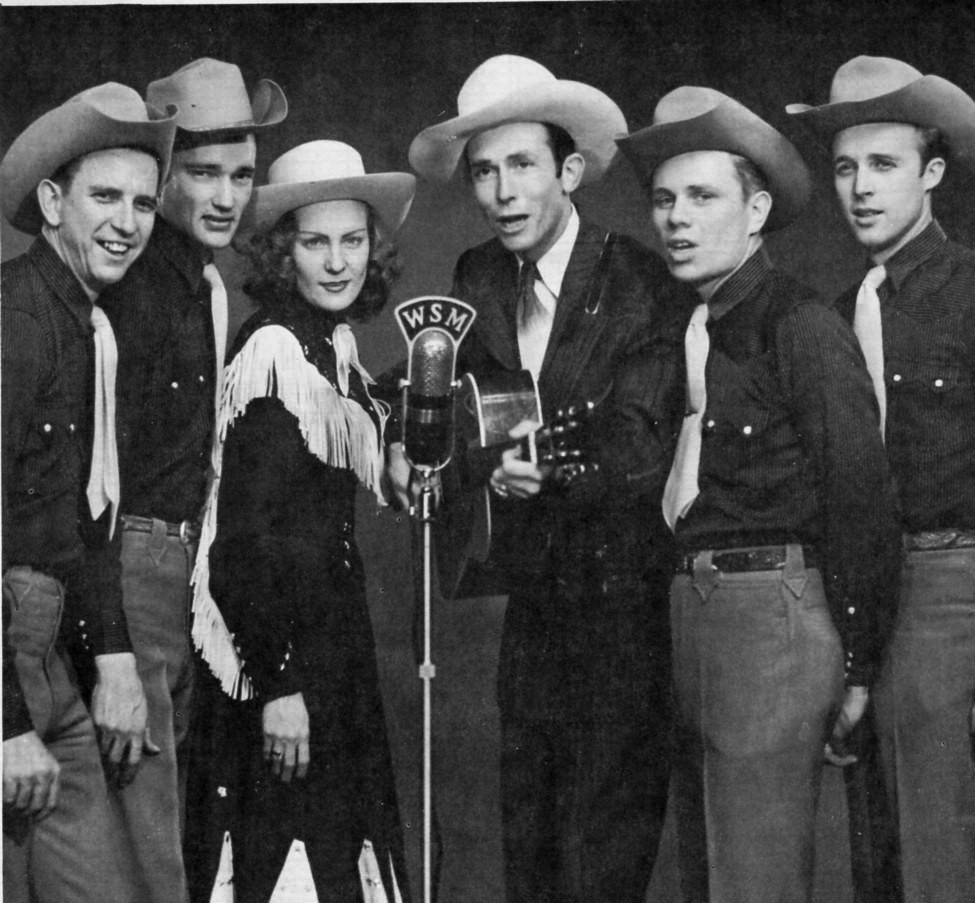
Hank Williams en de Drifting Cowboys

In 1946 deed Hank Williams nog auditie voor de Grand Ole Opry, maar werd afgewezen. Wel kreeg hij een contract als songwriter door Fred Rose van muziekuitgever Acuff-Rose Music. Hij had wel succes via radioprogramma de Louisiana Hayride van radiostation KWKH. Nadat zijn Lovesick Blues een hit was geworden, werd hij toch Opry-lid. Zijn eerste optreden, op 11 juni 1949, werd een gigantisch succes. De show moest worden gestopt, omdat het publiek hem drie keer terughaalde voor Lovesick Blues. Zijn carrière duurde als gevolg van alcohol- en drugsgebruik echter kort: hij overleed op Nieuwjaarsdag 1953 op de achterbank van de auto, onderweg naar een Nieuwjaarsconcert in Canton, Ohio. Maar het was een zeer productieve en indrukwekkende carrière. Als geen ander bleek hij in staat om het moeizame leven van de werkende man in woord en muziek uit te beelden. Er is bijna geen enkele artiest in de countrymuziek, die geen nummer van hem op het repertoire heeft staan.
De bluegrassstijl werd zeer populair toen Lester Flatt en Earl Scruggs zich aansloten bij Bill Monroe's Bluegrass Boys. Een bepalend kenmerk van bluegrass - de snelle banjo-plukkerstijl met drie vingers - werd door Scruggs ontwikkeld. Later, als lid van 'Flatt and Scruggs and the Foggy Mountain Boys', schreef Scruggs "Foggy Mountain Breakdown", een van de bekendste bluegrass-instrumentals. Een andere belangrijke bluegrassgroep waren The Stanley Brothers. Naast bluegrass was gospelmuziek belangrijk in de countrywereld. Red Foley had zowel boogiewoogie- als gospelhits, zoals "Peace in the Valley", oorspronkelijk geschreven voor Mahalia Jackson.
Begin jaren 1950 werd een mix van western swing, country boogie en honky tonk gespeeld. Als westernmuziek, beïnvloed door de cowboyballads, Tex-Mex muziek en andere muziekritmes uit het zuidwesten van de Verenigde Staten en het noorden van Mexico, werd deze stijl zeer populair. Populairste artiest werd halverwege de jaren 1950 Marty Robbins met nummers als "Singing the Blues" en "El Paso". De gangbare naam voor de countrymuziek was destijds Country & Western, zoals die gebruikt werd in Billboards C&W Best Sellers in Store, de voorloper van de Top 100.

## Jaren 1955-1970

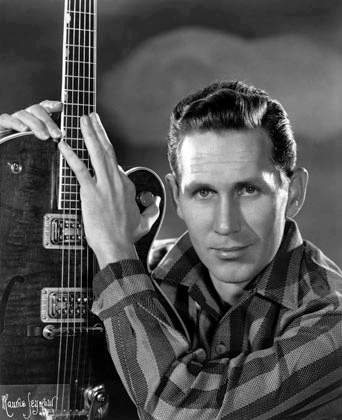
Chet Atkins

De countrymuziek van voor 1955 staat bekend als traditionele country. In de jaren 1950 werd country gemengd met rhythm-and-blues en ontstond de rockabilly, in die tijd echter meestal niet onderscheiden van de rock-'n-roll. Carl Perkins was de "King of Rockabilly" met hits als "Blue suede shoes" en "Honey Don't". Perkins, Elvis Presley en Johnny Cash waren met hun plaatopnamen voor Sun Records in Memphis bepalend voor het genre. Een andere pionier van het genre was Bill Haley, die met zijn band Bill Haley and His Commets de rock-'n-rollhit "Rock Around the Clock" had. Een artiest op de grens van rock-'n-roll en country was George Jones. Hij had 13 nummer 1 couuntry-hits, waaronder 3 met zijn toenmalige echtgenote Tammy Wynette, beiden werden bekend als  "Mr. & Mrs. Country Music".
Het succes van de nieuwe muziek was desastreus voor de verkopen van de traditionele country-artiesten. In Nashville startte Chet Atkins met een formule om soepele en gladde elementen uit de popmuziek te integreren in de countrymuziek. Deze muziek, waarvan Jim Reeves en Patsy Cline de bekendste vertegenwoordigers werden, werd later bekend als de Nashville-sound. De gemeenschappelijke noemer waren de begeleidende musici bekend als de Nashville A-Team. Het achtergrondkoor werd meestal verzorgd door The Anita Kerr Singers. Na de dood vroegtijdige dood van Reeves en Cline veranderde de Nashville-sound in wat countrypolitan werd genoemd, een stijl met nog meer strijkers en gericht op de mainstreammarkt. Bekende artiesten in het genre waren Tammy Wynette, Lynn Anderson ((I never promised you a) Rose Garden) en Glen Campbell.
In de periode 1955-1970 werd Nashville een synoniem voor countrymuziek. In 1958 werd de Country Music Association opgericht; in 1963 werd de Country Music Hall of Fame opgericht en in 1967 werd het oorspronkelijke gebouw waarin de Country Music Hall of Fame was gevestigd geopend in Music Row, een straat waar de grote platenmerken hun opnamestudio's hadden. Al deze gebeurtenissen versterkten Nashville's claim als hoofdstad van countrymuziek. In de jaren 1960 vond de countrymuziek steeds meer een vaste plaats op televisie. "The Jimmy Dean Show" ging in 1963 in première op ABC en Roger Miller presenteerde in 1966 een show op NBC. In 1968 werd de "Country Music Association Awards Show" voor het eerst op televisie uitgezonden en tegen het einde van de jaren 1960 waren er netwerkshows gepresenteerd door Glen Campbell en Johnny Cash, evenals "Hee Haw", een populaire comedyshow gebaseerd op countrymuziek. Er waren ook syndicated shows gepresenteerd door Porter Wagoner, de Wilburn Brothers, Flatt and Scruggs en anderen.
Als tegenreactie op de gladde nashville-sound ontstond in Californië  de bakersfield-sound, genoemd naar de stad Bakersfield. De bakersfield-sound kenmerkte zich door meer honkeytonk- en rockelementen en de terugkeer van de fiddle en steelgitaar. Bekende artiesten in het genre waren Merle Haggard en Buck Owens. Een ander tegengeluid in Nashville zelf liet Bob Dylan horen met zijn albums John Wesley Harding en Nashville Skyline, voorlopers van de countryrock.

## Jaren 1970-2000

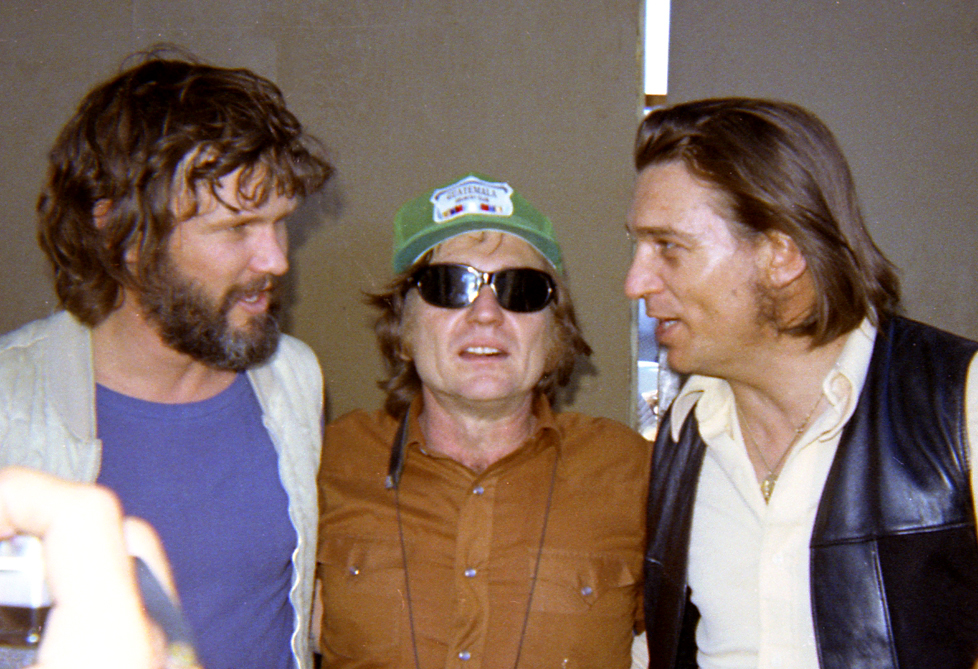
Kris Willie Waylon

Eind jaren 1960 mixte de popgroep The Byrds onder invloed van nieuw bandlid Gram Parsons country-elememten in hun muziek op het album Sweetheart of the Rodeo. De stijl werd countryrock genoemd, en kreeg in de jaren 1970 navolging bij o.a. Emmylou Harris, de Eagles, Linda Ronstadt, Little Feat en Poco.
Een andere countrystijl, die in de jaren 1970 ontstond was de outlaw-country, ook wel progressieve country genoemd. Prominente artiesten waren Waylon Jennings, Willie Nelson, Jessi Colter, Tompall Glaser en Kris Kristofferson. 'Outlaw' (vogelvrij, buiten de wet) verwijst naar het feit dat zij zich buiten het establishment in Nashville plaatsten door de eigen keuze van producer,  opnamestudio en begeleiders. Parallel hieraan ontwikkelde zich de Texaanse couuntryrock waarvan Joe Ely met zijn band The Flatlanders het bekendste was.

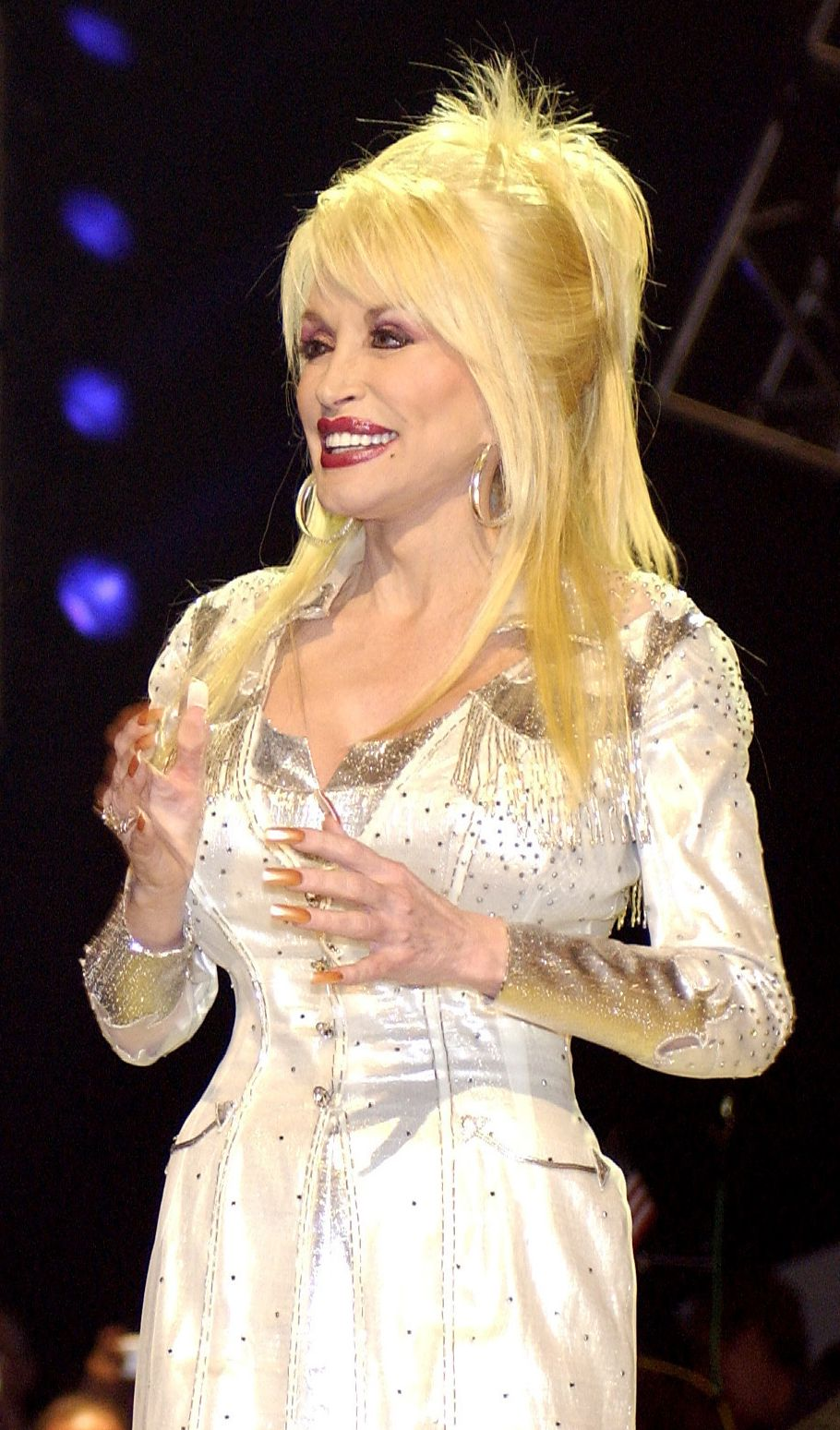
Dolly Parton in Nashville, april 2005

Countrypop ontstond in de jaren 1970 met als grootste vedettes Dolly Parton en John Denver en dit cross-over genre bleef decenialang populair. In de jaren 1980 werd ook neotraditional country populair, een genre dat de nadruk legde op de instrumentale achtergrond en een traditionele zangstijl. Grondlegger van de stijl was George Strait met zijn album Strait Country. De stijl werd ook wel urban country genoemd, naar de succesvolle film Urban Cowboy, maar urban werd later gebruikt voor straatcultuur. Meewerkende musici aan de film waren o.a. Bonnie Raitt, Joe Walsh, Boz Scaggs en Kenny Rogers. Binnen het countrygenre ontwikkelde zich als tegenhanger van de discomuziek de line dancing.
Populaire country-artiesten in het mainstream countrygenre in de jaren 1990 waren Garth Brooks en Shania Twain. Als tegenpool van het mainstream countrygenre ontstond de alt-country of americana, dat teruggrijpt op de authentiek country zoals van Hank Williams, maar ook beïnvloed is door de muziek van o.a. The Band, Gram Parsons en Townes Van Zandt. Enkele voorbeelden van bekende americana-artiesten zijn Steve Earle, David Olney, Ryan Adams, Boris McCutcheon, Greg Trooper, Mary Gauthier, John Prine, Mary Chapin Carpenter, John Hiatt, Darrell Scott, Sam Baker, Pokey LaFarge, Wilco en Lucinda Williams.

## Vanaf 2000
In 2000 kwam de film  O Brother, Where Art Thou? van de broers Joel en Ethan Coen uit, een film waarin de muziek minstens zo belangrijk was als het filmisch verhaal. Muziekproducer T Bone Burnett gebruikte allerlei country en folkmuziek uit periode 1929-1939, ditmaal gespeeld door artiesten als Alison Krauss, Dan Tyminski,Gillian Welch en The Stanley Brothers. De muziek won meerdere Grammy Awards, het album piekte naar nummer 1 op de Billboard 200.
In 2005 won zangeres Carrie Underwood het vierde seizoen van American Idol en werd ze een meervoudig Grammy Award-winnende artiest. Taylor Swift debuteerde in 2006 met de countrysingle Tim McGraw, dat de top 10 haalde van Billboards Hot Country Songs. Haar eponieme debuutalbum bereikte een 1e plaats in Billboards Top Country Albums en een 5e plaats in de Billboard 200.
In de jaren na 2000 gingen meerdere niet-countryartiesten experimenteren met countrymuziek. Een van de bekendste is r&bartiest Beyoncé, die in 2024 haar countryalbum Cowboy Carter uitbracht. Er wordt zelfs gesproken van een hype in de popmuziek.

## Europa
Countrymuziek was tot midden in de 20e eeuw vooral een Noord-Amerikaanse aangelegenheid. In Europa kreeg de country relatieve bekendheid door de opkomst van de westernfilms (met onder anderen Roy Rogers). Als afzetmarkt was Europa echter nog niet aangesproken.

### België
De eerste Europese country-producties (sinds 1948) staan op naam van de Vlaamse variété-pionier Bobbejaan Schoepen. Vanaf eind jaren dertig bracht hij de muziekstijl in Vlaamse dorpen en hij trad net na de oorlog op voor onder meer Amerikaanse en Canadese troepen die waren ingezet tijdens de Processen van Neurenberg, Frankfurt en Berlijn. Hij was verder vermoedelijk de eerste Europeaan die optrad in de Grand Ole Opry (het Verenigd Koninkrijk niet meegerekend).

### Nederland
Een Nederlandstalig countrynummer dat hoog in de NPO Radio 2 Top 2000 heeft gestaan is Oude Maasweg van de Amazing Stroopwafels, een bewerking van "Manhattan Island Serenade" van Leon Russell. "Ik ga naar Frankrijk" is een ander succesnummer van het trio. Een andere succesvolle countryartiest van Nederlandse bodem is de Twentse zangeres Ilse DeLange. Zij treedt internationaal op, werd meermaals onderscheiden met Edisons en behaalde achttien maal platina met de verkoop van haar albums. Zij en zanger Waylon traden als The Common Linnets op tijdens het Eurovisiesongfestival 2014 en behaalden hier de tweede plaats met het countrynummer Calm after the storm. Andere Nederlandse countryartiesten zijn bijvoorbeeld Ben Steneker en Ramblin' Eddy. Een Nederlandse band die al elf keer door het Nederlandse publiek tot Band van het Jaar is verkozen, is Savannah, uit Tilburg. Deze band is de "vaste" Europese begeleidingsband voor de Nashville/USA singer-songwriter Billy Yates en maakt ook deel uit van de Theaterproductie Back to the Country, samen met Dick van Altena en Cor Sanne, een show die al ruim tien jaar lang met groot succes de Nederlandse (en buitenlandse) theaters aandoet.
Een aantal artiesten, die niet als countryartiesten beschouwd worden, hebben wel countryalbums op hun naam zoals JW Roy met Dry Goods & Groceries , Frédérique Spigt met Land en Tim Knol met zijn debuutalbum Tim Knol.

## Varia
Sinds 1944 publiceert het Amerikaanse tijdschrift Billboard wekelijks een aparte hitlijst voor countrymuziek, vanaf 2005 onder de naam Hot Country Songs.